# Psednos barnardi
Psednos barnardi és una espècie de peix pertanyent a la família dels lipàrids.

## Descripció
- Fa 3,4 cm de llargària màxima.
- Nombre de vèrtebres: 47.[5]

## Hàbitat
És un peix marí i batidemersal que viu entre 750 i 1.368 m de fondària.

## Distribució geogràfica
Es troba a l'Atlàntic nord-occidental: davant les costes de Nova Anglaterra (els Estats Units).

## Observacions
És inofensiu per als humans.